# Gręboszów (gemeente)
De gemeente Gręboszów is een landgemeente in het Poolse woiwodschap Klein-Polen, in powiat Dąbrowski.
De zetel van de gemeente is in Gręboszów.
Op 30 juni 2004 telde de gemeente 3601 inwoners.

## Oppervlakte gegevens
In 2002 bedroeg de totale oppervlakte van gemeente Gręboszów 48,63 km², waarvan:
- agrarisch gebied: 83%
- bossen: 1%

De gemeente beslaat 9,23% van de totale oppervlakte van de powiat.

## Demografie
Stand op 30 juni 2004:
| Omschrijving                   | Totaal | Totaal | Vrouwen | Vrouwen | Mannen | Mannen |
| ------------------------------ | ------ | ------ | ------- | ------- | ------ | ------ |
| eenheid                        | aantal | %      | aantal  | %       | aantal | %      |
| inwoners                       | 3601   | 100    | 1864    | 51,8    | 1737   | 48,2   |
| bevolkingsdichtheid (inw./km²) | 74     | 74     | 38,3    | 38,3    | 35,7   | 35,7   |

In 2002 bedroeg het gemiddelde inkomen per inwoner 1301,19 zł.

## Administratieve plaatsen (sołectwo)
Bieniaszowice, Biskupice, Borusowa, Gręboszów, Hubenice, Karsy, Kozłów, Lubiczko, Okręg, Ujście Jezuickie, Wola Gręboszowska, Wola Żelichowska, Zapasternicze, Zawierzbie, Żelichów.

## Aangrenzende gemeenten
Bolesław, Nowy Korczyn, Olesno, Opatowiec, Wietrzychowice, Żabno